# Gondomar, Pontevedra
Gondomar là một đô thị trong tỉnh Pontevedra, Galicia, Tây Ban Nha. Dân số xấp xỉ 12.000 người.

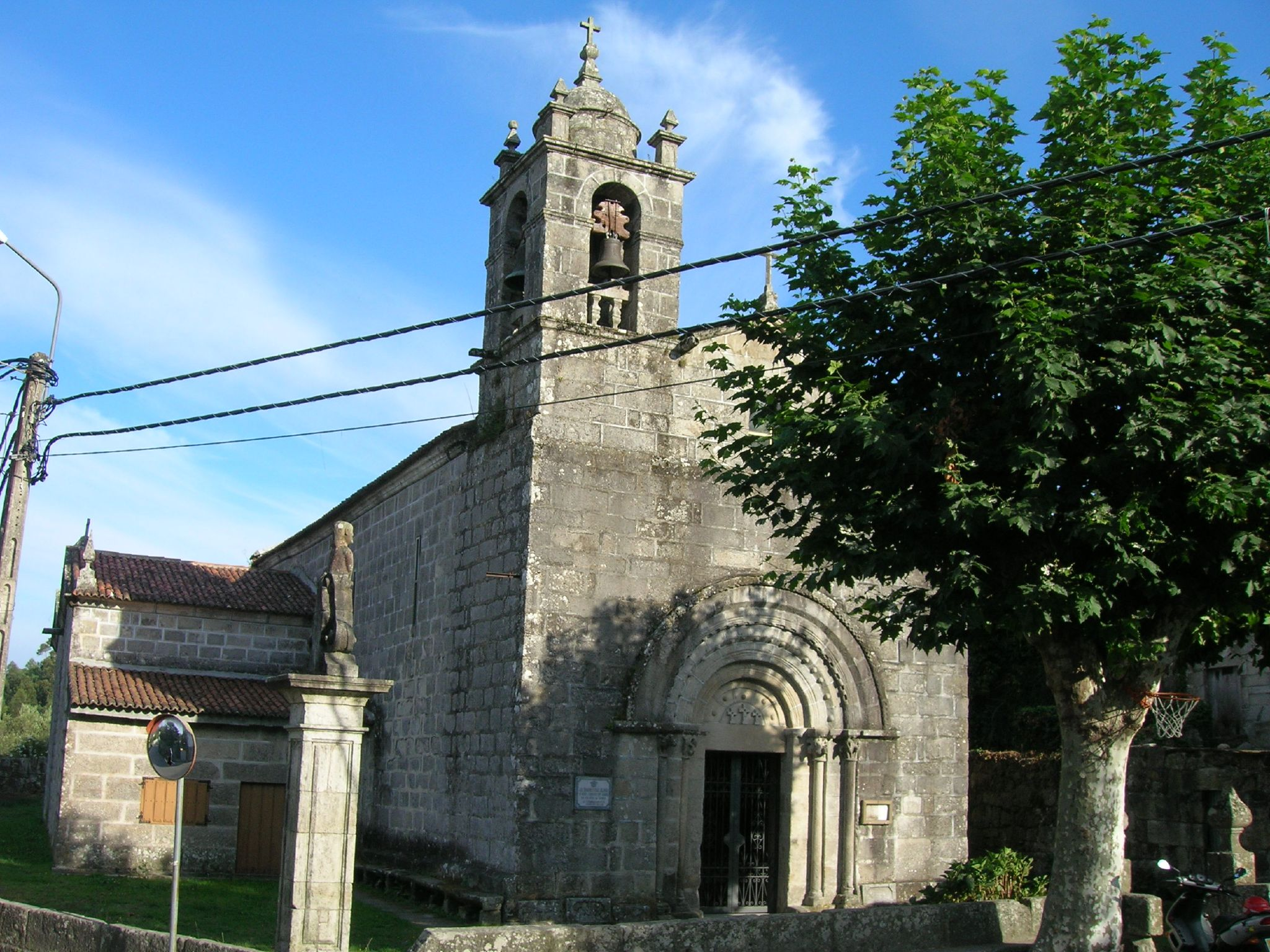
Santa Baia, Donas, Gondomar.
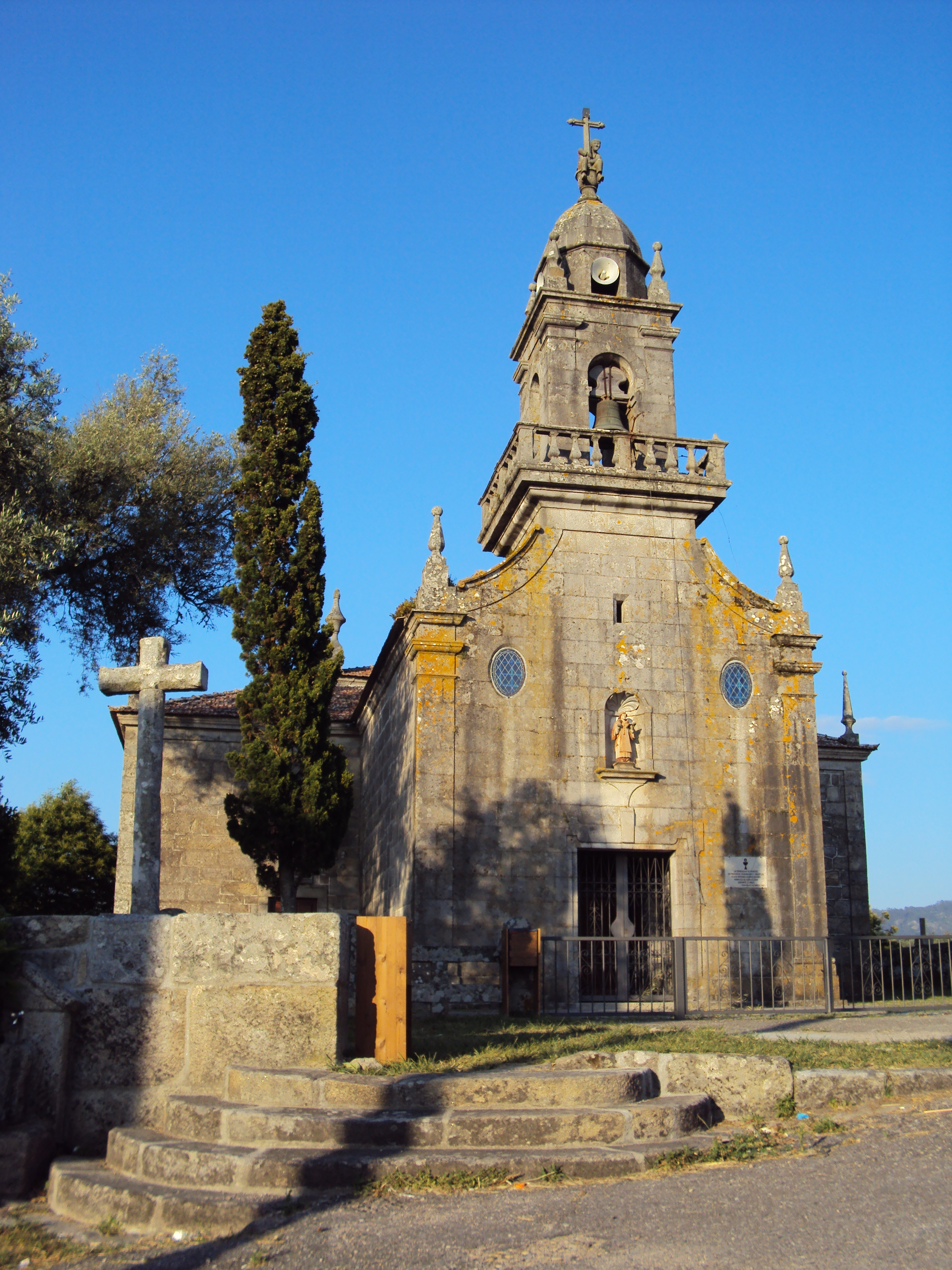
San Vicente, Mañufe, Gondomar.
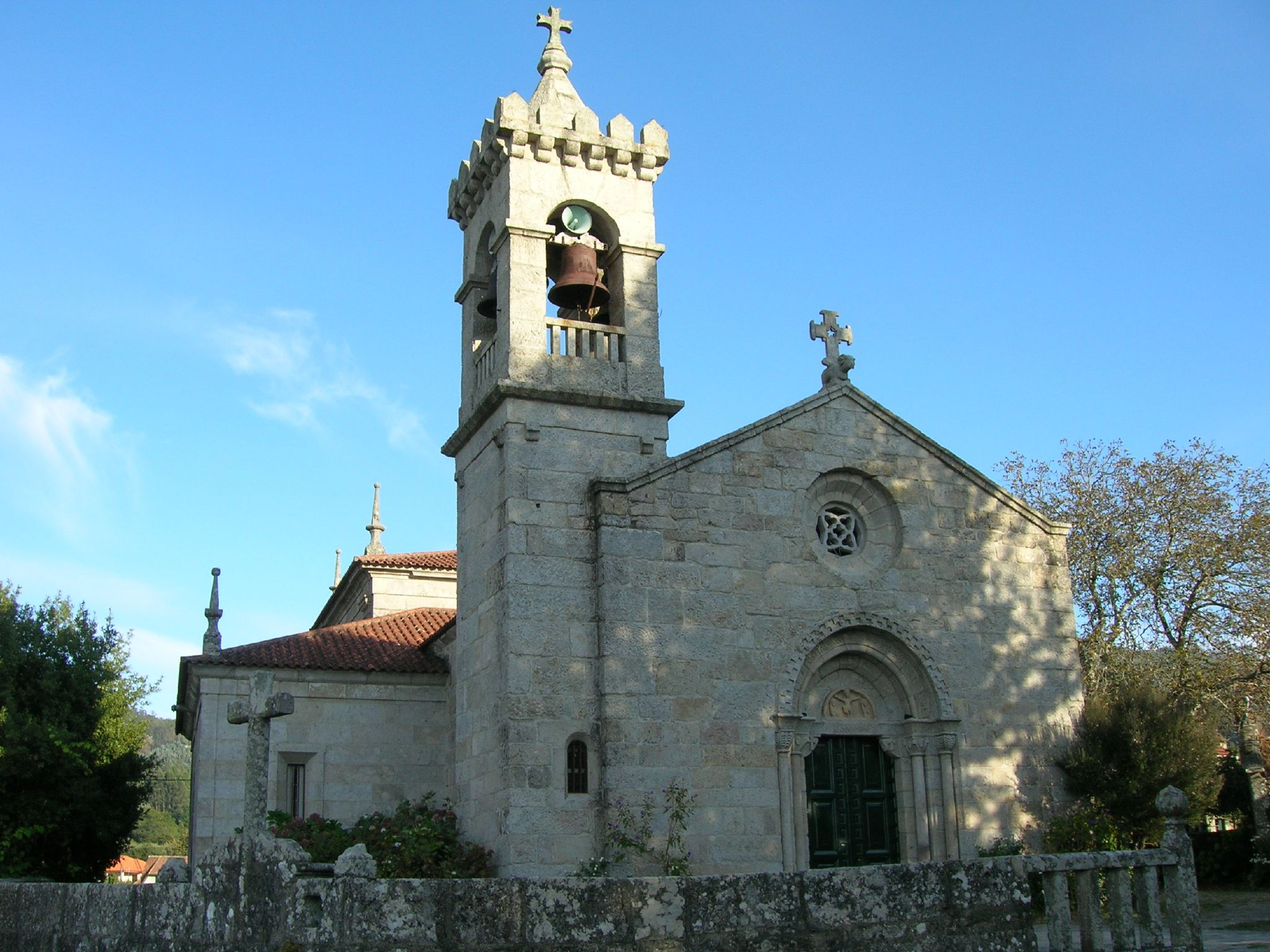
San Miguel, Peitieiros, Gondomar.

42°07′B 8°45′T / 42,117°B 8,75°T